# 3207 Spinrad
3207 Spinrad је астероид главног астероидног појаса чија средња удаљеност од Сунца износи 2,908 астрономских јединица (АЈ).
Апсолутна магнитуда астероида је 12,1.